# تولتک

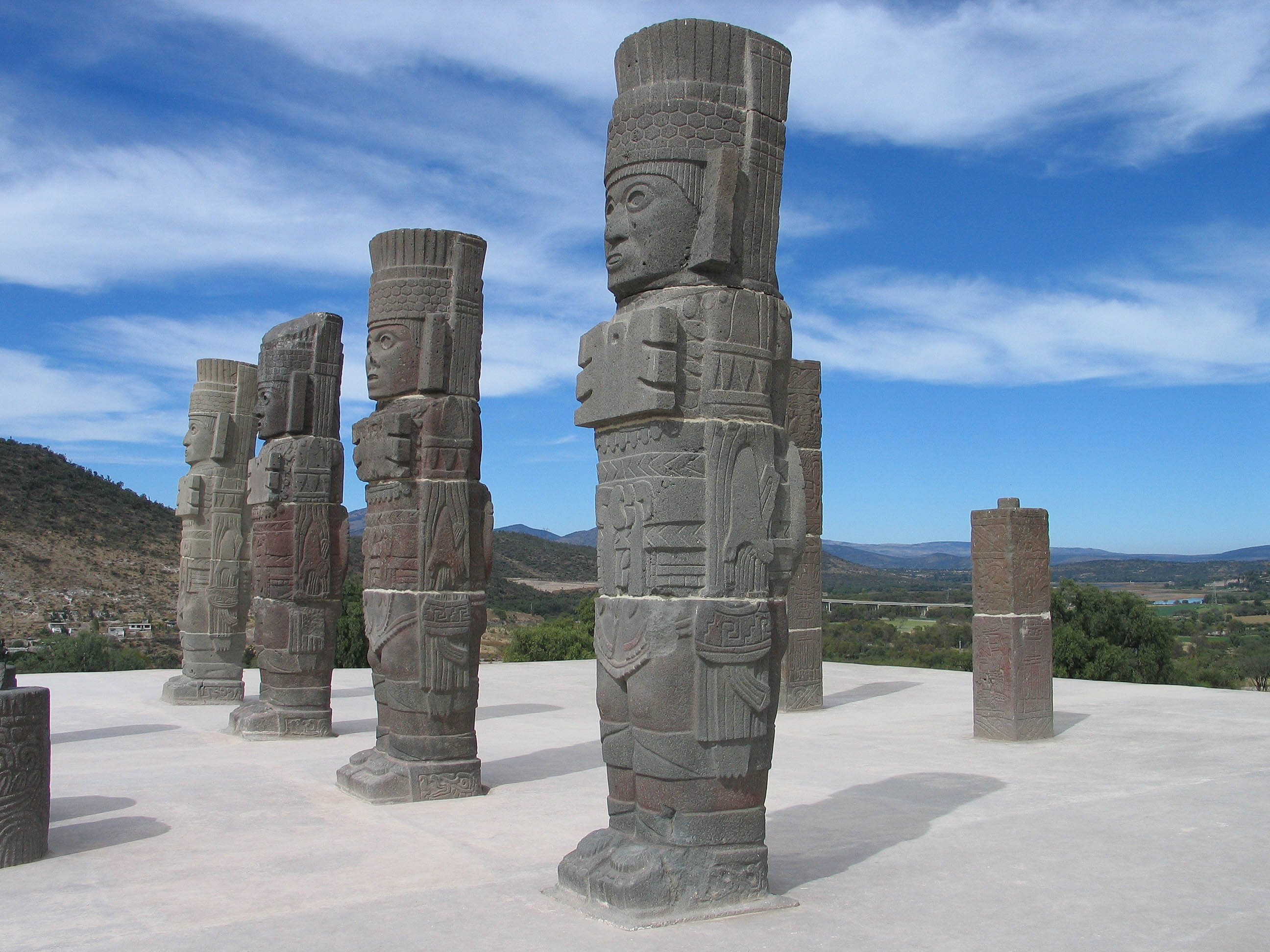
ستون‌های سنگی پیکرگونه متعلق به اقوام تولتک که در تولای مکزیک واقع شده‌است

تولتک فرهنگی باستانی در آمریکای مرکزی است که در خلال سال‌های ۸۰۰ تا ۱۰۰۰ میلادی در مناطق شمالی محل سکونت مایاها رایج بود. اقوام تولتک از نظر فرهنگی و مذهبی قرابت زیادی با مایاها و آزتک‌ها داشتند با این‌حال تا اندازه‌ای مهاجم‌تر از سایرین بودند. سرزمین‌های مایاها به ویژه چیچن ایتسا پس از سقوط ناگهانی تمدن مایا اغلب به‌دست اقوام تولتک فتح گردید. زبان آن‌ها شاخه‌ای از زبان ناهواتل بود که به زبان آزتکی نزدیک تر بوده‌است.